# Fernando Soriano
Fernando Soriano Marco (* 24. September 1979 in Saragossa) ist ein ehemaliger spanischer Fußballspieler.

## Spielerkarriere

### Die Anfänge
Soriano startete seine Karriere als Fußballer bei Real Saragossa, in dessen Jugend er zuvor spielte. Von 1998 bis 2001 spielte er im B-Team der Aragonier. Für die Saison 2001/02 ging er als Leihspieler zum Zweitligisten Recreativo Huelva, wo er prompt Stammspieler wurde und den Erstliga-Aufstieg erreichte. Saragossa aber entschied ihn zu behalten, sodass er bei seinem mittlerweile abgestiegenen Club bleiben musste. Auch mit Saragossa gelang ihm der Aufstieg in die Primera División. Nachdem er in der Saison 2004/05 seinen Stammplatz verloren hatte, wechselte er zum Zweitligisten UD Almería.

### UD Almería
Schon in der zweiten Saison gelang Soriano der Aufstieg mit seiner neuen Mannschaft. Schnell entwickelte er sich dort zu einem unverzichtbaren Stammspieler und absolvierte so nahezu 150 Ligaspiele. Sportlich bergab ging es für ihn persönlich ab der Saison 2009/10, da er zusehends weniger Einsatzzeit bekam.

### CA Osasuna und Rückkehr
Aus diesem Grund entschloss sich Soriano zu einem Wechsel zum Ligakonkurrenten CA Osasuna, um dort einen Zweijahresvertrag zu unterzeichnen. Seinen ersten Ligaeinsatz absolvierte Sorino direkt am 1. Spieltag der neuen Saison, ausgerechnet gegen seinen früheren Arbeitgeber Almería.
Trotz seiner 30 Einsätze in der Spielzeit war er mit dem Wechsel nach Osasuna unzufrieden und kehrte bereits im Sommer 2011 nach Almería zurück.

## Erfolge
- 2002/03 – Aufstieg in die Primera División mit Real Saragossa
- 2003/04 – Copa del Rey  mit Real Saragossa
- 2003/04 – Supercopa de España mit Real Saragossa
- 2006/07 – Aufstieg in die Primera División mit UD Almería